# Stracheya tibetica
Stracheya tibetica är en ärtväxtart som beskrevs av George Bentham. Stracheya tibetica ingår i släktet Stracheya och familjen ärtväxter. Inga underarter finns listade i Catalogue of Life.